# An Jae-hyun
An Jae-hyun Koreaans: 안재현 (Daejeon, 25 december 1999) is een Zuid-Koreaans professioneel tafeltennisser. Hij speelt rechtshandig, met de shakehandgreep. An is zijn achternaam.

## Belangrijkste resultaten
- Brons in het enkelspel op de wereldkampioenschappen 2019.
- Brons met het team op de wereldkampioenschappen 2022.
- Brons met het team op de wereldkampioenschappen 2024.